# 富山地方鉄道速星線
速星線（はやほしせん）とは、かつて富山県婦負郡婦中町（現・富山市）と富山市の間において敷設を計画されていた、富山地方鉄道の未成線である。

## 概要
富山地方鉄道速星線は富山県婦負郡婦中町（現・富山市）の速星駅と富山市の富山地方鉄道富山軌道線新富山停留場（現・トヨタモビリティ富山 Gスクエア五福前（五福末広町）停留場）附近の間において敷設を計画されていた富山地方鉄道の未成線であり、日産化学工業を中心に都市的発展を続けてきた速星地区と富山市との間の交通機関としてこれを希求する声に応じて、射水線の運営者であった越中鉄道時代より計画がされていた。1953年（昭和28年）12月の軌道敷設特許取得以来、具体的実施計画案策定のための現地測量調査が行われ、1958年（昭和33年）8月には工事施行認可申請が提出されたが、経済情勢やモータリゼーションをはじめとする地域交通の構造の変化を受けつつ10年が経過し、1968年（昭和43年）6月の軌道敷設特許廃止申請によって計画は中断された。

## 歴史
- 1937年（昭和12年）1月28日 - 越中鉄道が新富山から婦負郡神明村、同郡鵜坂村を経由して同郡卯花村に至る路線の鉄道敷設免許の申請を行う[1]。
- 1938年（昭和13年）5月12日 - 越中鉄道が1937年（昭和12年）1月28日の申請について追加申請を行う[1]。
- 1943年（昭和18年）1月1日 -  富山県交通統合実施により、資本金1250万円を以て佐伯宗義を社長とし富山地方鉄道株式会社が発足する[1]。佐伯宗義はこの統合にあたり、「統合会社は国有鉄道が国家の全面的交通に任ずると均しく県下交通の全面包括的な運営に任ずるものでありまして、従来国有鉄道の枝線的存在であつたのが一定交通圏の区域内の全面交通に任ずる一個独立有機体を結成致しましたもので実に劃期的な事と申さねばなりません」と述べており[2]、またこの際、富山市との間に婦負郡音川村を経由して礪波に達する鉄道建設を将来的に行うという覚書が交わされた[1]。
- 1944年（昭和19年）7月28日 - 鉄道省が越中鉄道の申請を「緊要度ヲ勘案スルニ時局下資材ノ配当困難ト被認、従ツテ本鉄道ノ実現見込ナキヲ以テ」却下する[1]。
- 1952年（昭和27年）10月31日 - 軌道敷設特許申請を行う[1]。
- 1953年（昭和28年）
  - 10月17日 - 運輸審議会件名表に新富山 - 速星間（4.9粁）の軌道敷設特許申請を登載する[3]。
  - 11月5日 - 同年10月6日付鉄監第1021号により諮問された新富山（富山市五福1027番地） - 速星（婦負郡婦中町538番地）間の軌道敷設特許申請が、運輸審議会により適当と認められる（昭和28年運審第745号）[4]。答申書中の理由に曰く、「この申請は、同社の既設富山軌道線の新富山停留場から分岐し、婦中町速星（国鉄速星駅前）まで四・八五キロに建設費一億三千百万円をもつて軌道を敷設し、この地方と富山市の中心を軌道によつて直結し、地元の要望にこたえようとするものである。婦中町は、富山市の郊外南西部に位し、国内でも有数の化学肥料工場等を擁し、富山市と密接な経済上、文化上の関係を有するため市中心部との交通需要は多い。この地区の既存交通機関としては、国鉄高山線と富山地方鉄道のバスが運行しているが、前者は頻度少く遠回り輸送の欠点を有し、後者は輸送力も小単位で、十分輸送需要に応じ得ないので、この地区の将来の発展をも考慮して軌道敷設の必要性が認められる。沿線の人口の分布状況、現在の旅客の流動状況、同社の既設地方鉄道、軌道の実績等から勘案して運輸数量を推定し、この路線の経済性をみるに営業係数は五二パーセント、建設費に対する利益率は四分一厘と予想せられ、成業の見込は十分であり、交通系絡上からみても、輸送需要に対し適切なものと認められる。申請者は富山市を中心に陸上交通事業を経営する既存業者で、資金の見とおしも確実であり、事業を適確に遂行する能力を有するものと認められる。この申請は、地方の交通上及び富山市西南郊外発展上適切なものと認められるから、特許することが適当である」[4]。
  - 12月28日 - 新富山 - 婦中町間軌道敷設特許を取得する[1]。総延長5km、建設費予算は2億円であった[1]。
- 1955年（昭和30年）6月15日 - 富山県議会において佐伯宗義が講演し、速星線について次の如く発言する[5]。曰く、「速星にゆく線でありますが、これは認可がまいりましたから、近く着工することと思います。これは神通大橋を渡って新湊線が四方を廻っておりますが、これを反対に廻って婦中町までもってまいる。そしてさらに笹津から富山まで電車を乗入れるのです。すると、国と民間会社とが仲間して使う、共用ということを計画しているのであります（中略）高山線の如きものは儲かるか儲からないかしばらく別としても、国有鉄道は機関車も車輌ももって動かしている。そうすると、普通、鉄道事業からゆくと、少くとも五十輌から百輌をつながなければ儲からない。そうなると高山線は一日一回でよいということになる。それで民衆は一日一回で不便だというので陳情と出かける。それがために小刻みにして回数を多くやっていますが、国有鉄道は朝晩二度でよい、そして大量輸送でもって名古屋までいってしもう、あとは富山地方鉄道でやればよいんです（中略）それで笹津から八尾を廻っている高山線は、地鉄が婦中町まで延びますと、婦中町から笹津まで共用乗入することによって、八尾町へ電車がゆくことになります。富山駅から速星までは、あの有名な工場がありますから、富山駅あるいは操車場から速星までは引込線です。その先は完全に電車です。速星から八尾、八尾から笹津までゆくと、既にできている笹津線でぐるぐるっと廻ってしもう。これは私のほらでもなんでもない、経済的に見ても完全に成立するのです。経済的に成立しないことはいけません。こうした点も今後における富山地方鉄道の宿題であって、これは何としてもやらなければならんのであります」[5]。
- 1958年（昭和33年）8月13日 - 工事施工認可申請を行う[1]。
- 1968年（昭和43年）
  - 6月4日 - 軌道敷設特許廃止申請を行う[1]。
  - 6月29日 - 認可を受け特許状を返納する[1]。

## 註釈
1. 1 2 3 4 5 6 7 8 9 10 11 12 13  富山地方鉄道株式会社編、『富山地方鉄道五十年史』、昭和58年3月、富山地方鉄道
2. ↑  富山県編、『富山県史 史料編VII近代下』、昭和57年12月、富山県
3. ↑  昭和28年運輸省告示第453号（『官報』、1953年（昭和28年）10月17日、大蔵省印刷局）
4. 1 2  昭和29年運輸省告示第30号（『官報』、1954年（昭和29年）1月29日、大蔵省印刷局）
5. 1 2  富山県編、『富山県史 史料編VIII現代』、昭和55年2月、富山県